# 高橋邦彦
高橋 邦彦（たかはし くにひこ、1969年3月4日 - ）は、日本プロポケットビリヤード連盟 (JPBA) 所属のプロポケットビリヤード選手（第29期生）。長崎県出身。日本で2番目となるポケット・ビリヤードの世界チャンピオン。愛称は「ドラ邦」（ドラマティック邦彦の略）。メッヅ専属。《世界一と評される不屈の闘志を武器に、土壇場で最高のパフォーマンスを発揮する日本の『エース』》。

## 来歴・人物
1969年、長崎県に生まれ、1歳のとき大阪府豊中市三国へ転居。豊中市立千成小学校、豊中市立第六中学校を卒業し、大阪府立園芸高等学校へと進学する。高校時代に在籍していた野球部において甲子園大会の大阪府予選まで行くものの、人数衰退していく部の行く末に不安を覚えて退部。ビリヤードとはその頃に出会い没頭した。
学業に従事しながらアルバイトとビリヤードをうまく両立させメキメキと上達していき、22歳にはアマチュアビリヤード界における二大タイトル「名人位（種目はローテ）」「球聖位（ナインボール）」を史上初となる同時制覇を達成。
見えていれば何でも入れると言われたシュートと気の強さでトッププロに匹敵する「強すぎるアマチュア」として全国に名を馳せた。
両タイトルを複数回防衛したのち、1996年にプロ入り。
ルーキーイヤーにジャパンオープンで優勝した。
1997年には全日本選手権での優勝、日本ランキング1位となっただけでなくWPA世界ランキングでも1位となる。
1998年、ビリヤードがバンコクアジア競技大会の正式種目として採用され日本代表として出場。ナインボール銀、エイトボール銅、エイトボールダブルス銅と日本に3つのメダルをもたらした。
更に世界ナインボール選手権決勝戦でジョニー・アーチャーを倒し優勝。奥村健に続いて日本人で2番目となるナインボールの世界チャンピオンとなった。
この年もWPA世界ランキング1位を獲得、2年続けて世界一ランカーとなったことで日本を代表するエースとなった。

## 主な成績
- 1996年
  - ジャパンオープン 優勝
  - 北陸オープン 優勝
- 1997年
  - 全日本選手権 優勝
  - 北陸オープン 優勝
  - 読売オープン 優勝
- 1998年
  - 世界ナインボール選手権 優勝
  - アジア競技大会
    - ナインボール・シングルス 銀メダル獲得
    - エイトボール・シングルス 銅メダル獲得
    - エイトボール・ダブルス 銅メダル獲得

  - チャレンジ・オブ・チャンピオンズ 準優勝
- 1999年
  - アルティメット・ナインボール 優勝
  - 関西ナインボールオープン 優勝
- 2000年
  - 北海道オープン 優勝
  - 北陸オープン 優勝
- 2001年
  - 東北オープン 優勝
- 2002年
  - 全日本オープン14-1選手権 優勝
- 2003年
  - 北陸オープン 優勝
  - 世界オールスターチーム戦 優勝
- 2004年
  - 北陸オープン 優勝
- 2005年
  - 全日本オープン14-1選手権 優勝
  - 北陸オープン 優勝
  - 日本ランキング１位　
  - キューズアウォードＭＶＰ
- 2011年全日本14-1オープン選手権・優勝

2011年　全日本14-1オープン選手権・優勝
他多数　※東西プロツアー、全日本プロツアー等のタイトルは割愛しています
　

## 著書
- ビリヤード・ナインボール攻略本（永岡書店、1999年） - 監修

## メディア出演

### テレビ
- 熱中ホビー百科 ボールの魔術 ビリヤード（NHK教育、1998年10月2日 - 1998年10月30日、全5回） - 講師
- 情熱大陸（毎日放送、1998年11月8日） - USオープン出場時の記録

### DVD
- 高橋邦彦のシュート&ハート 勝利を極めろ!
  - Vol.1 高橋流シュート力攻略篇
  - Vol.2 実践テクニック篇

### ゲーム
- 撞球 ビリヤードマスター2（PS2用ソフト、アスク、2000年）

### その他
2009年11月よりビリヤード界で初となる携帯公式コンテンツ『のりのりビリヤード』を始動。
【URL】http://nnbil.com/top.php（携帯のみ）